# Pafnuzio di Borovsk
Pafnuzio di Borovsk, o Pafnutij Borovskij (in russo Пафнутий Боровский?; Borovsk, 1394 – Borovsk, 1º maggio 1477), fu un monaco russo, egumeno del monastero di Borovsk e maestro spirituale di Giuseppe di Volokolamsk. È venerato come santo dalla Chiesa ortodossa russa.

## Biografia
Nato nel 1394 nel villaggio di Koudinov, nei pressi di Borovsk, ricevette il battesimo con il nome di Parthénios. I suoi genitori erano tartari convertiti al cristianesimo ortodosso. Egli prese i voti nel 1414, acquisì il nome di Pafnuzio e andò a vivere nel monastero Vysockij, dove fu agli ordini di Nikita Serpuchov, discepolo di Sergio di Radonež.
Pafnuzio fu il solo egumeno a rifiutarsi di riconoscere Giona come metropolita di Mosca, poiché ritenne che il collegio elettorale incaricato di decidere fosse troppo ristretto. Inoltre, si oppose al Concilio di Basilea, Ferrara e Firenze. Celebre per la sua fedeltà al sovrano moscovita, una volta divenuto egumeno del monastero di Borovsk, Pafnutij formò una nuova generazione di ecclesiastici russi, a cui venne inculcato lo stesso spirito favorevole all'idea della monarchia d'origine divina instaurata a Mosca. Tra i suoi discepoli spicca Giuseppe di Volokolamsk, non a caso uno dei massimi teorici del cesaropapismo russo.
Pafnuzio morì il 1º maggio 1477.

## Culto
Fu canonizzato nel 1547, presso la Cattedrale di San Macario.
La sua ricorrenza è celebrata il 1º maggio, giorno in cui morì.